# 本特奧克 (密西西比州)
本特奧克（英語：Bent Oak）是位於美國密西西比州朗茲縣的非建制地區。

## 歷史
本特奧克的郵局於1898年設立，其後於1908年停運。該地於1900年時有75人。

## 地理
本特奧克所處的海拔為高於海平面73米（即240英呎），而該地所採用的時區為UTC-6，即北美中部時區（CST）。同時該地設有夏令時間，為UTC-6調快一小時，即UTC-5（CDT）。